# 单位向量

二維空間的單位向量

数学上，赋范向量空间中的单位向量就是长度为 1 的向量。单位向量的符号通常有个“帽子”，如：{\displaystyle \mathbf {\hat {i}} } 。欧几里得空间中，两个单位向量的点积就是它们之间角度的余弦（因为它们的长度都是1）。
一个非零向量 {\displaystyle \mathbf {u} } 的正规化向量 {\displaystyle \mathbf {\hat {u}} } 就是平行于 {\displaystyle \mathbf {u} } 的单位向量：
{\displaystyle \mathbf {\hat {u}} ={\frac {\mathbf {u} }{\|\mathbf {u} \|}}}
这里 {\displaystyle \|\mathbf {u} \|} 是 {\displaystyle \mathbf {u} } 的范数（长度）。正规化向量有时候也可以当作单位向量的同义词。
一组基的元素通常被选为单位向量。在三维直角坐标系中，通常是 {\displaystyle \mathbf {\hat {i}} ,\mathbf {\hat {j}} ,\mathbf {\hat {k}} }，分别为沿着 {\displaystyle x,y,z} 方向的单位向量：
{\displaystyle \mathbf {\hat {i}} ={\begin{bmatrix}1\\0\\0\end{bmatrix}},\mathbf {\hat {j}} ={\begin{bmatrix}0\\1\\0\end{bmatrix}},\mathbf {\hat {k}} ={\begin{bmatrix}0\\0\\1\end{bmatrix}}}
在其他坐标系中，如极坐标系、球坐标系，使用不同的单位向量，符号也会不一样。